# Prodryas persephone
Prodryas persephone — викопний вид метеликів родини Сонцевики (Nymphalidae), який існував в еоцені.

## Історія
Добре збережений скам'янілий відбиток метелика у середині 1870-х років виявила палеонтолог-аматор Шарлотт Гілл у відкладеннях формації Флоріссант у штаті Колорадо (США). Новий вид та рід описав у 1878 році Семюель Габбард Скаддер. Скаддер продемонстрував дану скам'янілість у Королівському ентомологічному товаристві Лондона у грудні 1893 року. Виявлені скам'янілі останки P. persephone зберігаються в Музеї порівняльної зоології Гарвардського університету.

## Опис
Довжина переднього крила метелика 24,5 мм. Довжина тіла 12 мм.